# FUNKY MONKEY BABYS 日本武道館'09 〜おまえ達との道〜
『FUNKY MONKEY BABYS 日本武道館'09 〜おまえ達との道〜』は、日本の音楽グループFUNKY MONKEY BABYSの2枚目のライブ・ビデオである。2009年9月23日発売。発売元はDreamusic。

## 収録曲

### ディスク1
1. OPENING
2. 希望の唄
3. モーニングショット
4. ナツミ
5. そのまんま東へ
6. 恋の片道切符
7. 風
8. 大丈夫だよ
9. 告白
10. もう君がいない
11. ガムシャラBOY
12. One
13. 泣いて笑って夢を見てた
14. 桜
15. メロディーライン
16. ALWAYS
17. ちっぽけな勇気
18. 西日と影法師
19. 太陽踊り-新八王子音頭-
20. LOVE乱舞-恋のミッション-
21. おかえりなさい
22. 旅立ち
23. Lovin' Life

### ディスク2
1. ライブ前日
2. 日本武道館ライブ1st day
3. 日本武道館ライブ2nd day